# Oscar Fåhræus
Oscar Theodor Fåhræus, född den 21 juli 1833 i Stockholm, död där den 19 april 1907, var en svensk militär. Han var son till Johan Fredrik Fåhræus och dotterson till Mårten Sturtzenbecker.
Fåhræus blev student vid Uppsala universitet 1850 och underlöjtnant vid Första livgrenadjärregementet 1851. Efter avgångsexamen från Högre artilleriläroverket på Marieberg 1859 blev han löjtnant vid regementet samma år och generalstabsofficer 1860. Fåhræus befordrades till kapten i armén 1865, i regementet 1871, och till major vid Generalstaben 1873. Han var souschef i Lantförsvarsdepartementets kommandoexpedition 1874–1875 och blev tillförordnad stabschef i Fjärde militärdistriktet sistnämnda år. Fåhræus blev överstelöjtnant och chef för kommunikationsavdelningen i Generalstaben 1878 samt överste och chef för Skaraborgs regemente 1885. Han beviljades avsked ur krigstjänsten 1893. Fåhræus invaldes som ledamot av Krigsvetenskapsakademiens andra klass 1868. Han blev riddare av Svärdsorden 1873 och kommendör av andra klassen av samma orden 1890. Fåhræus vilar på Solna kyrkogård.